# Юніті (Вісконсин)
Юніті (англ. Unity) — селище (англ. village) в США, в округах Кларк і Марафон штату Вісконсин. Населення — 384 особи (2020).

## Географія
Юніті розташоване за координатами 44°51′4″ пн. ш. 90°18′47″ зх. д. / 44.85111° пн. ш. 90.31306° зх. д. (44.851186, -90.313048).  За даними Бюро перепису населення США в 2010 році селище мало площу 2,57 км², уся площа — суходіл.

## Демографія
Згідно з переписом 2010 року, у селищі мешкали 343 особи в 145 домогосподарствах у складі 101 родини. Густота населення становила 133 особи/км².  Було 161 помешкання (63/км²).
Расовий склад населення:
| - 98,3 % — білих - 1,5 % — осіб інших рас |

До двох чи більше рас належало 0,3 %. Частка іспаномовних становила 1,5 % від усіх жителів.
За віковим діапазоном населення розподілялося таким чином: 22,7 % — особи молодші 18 років, 65,9 % — особи у віці 18—64 років, 11,4 % — особи у віці 65 років та старші. Медіана віку мешканця становила 41,3 року. На 100 осіб жіночої статі у селищі припадало 106,6 чоловіків;  на 100 жінок у віці від 18 років та старших — 103,8 чоловіків також старших 18 років.
Середній дохід на одне домашнє господарство  становив 45 385 доларів США (медіана — 39 464), а середній дохід на одну сім'ю — 49 491 долар (медіана — 42 500). За межею бідності перебувало 16,1 % осіб, у тому числі 23,1 % дітей у віці до 18 років та 4,9 % осіб у віці 65 років та старших.
Цивільне працевлаштоване населення становило 181 особа. Основні галузі зайнятості: виробництво — 30,9 %, освіта, охорона здоров'я та соціальна допомога — 18,8 %, роздрібна торгівля — 12,7 %, оптова торгівля — 9,9 %.